# كعكة دبرج
كعكة دُبَرج (قد تُلفظ دُهبَاش)  هي حلوى ذات طبقات منشؤها أُرليَنز الجديدة أعدها الخباز المحلي Beulah Ledner من تُرتة دُبُش المجرية. لا تزال الكعكة شائعة في المنطق، وهي مصنوعة من طبقات رقيقة متعددة من الكعك بالتناوب مع حلوى البُودِنغ . في كثير من الأحيان تصنع الكعكة من نصف بودنغ شكلاطة ونصف بودنغ ليمون. ثم تغطى بطبقة رقيقة من قشدة الزبدة وقشرة أقراص سكرية أو طبقة زجاجية سكرية مصبوبة من الخارج بدلاً من ذلك، وتصنع ست طبقات ونيف. الطعمات التقليدية هي الشوكولاتة والليمون والكراميل.